# Jordán
Jordán – miasto w Kolumbii, w departamencie Santander.